# غضور
غضور مورد ماء قديم، قال ياقوت الحموي في معجم البلدان: «غضور: بفتح أوله، وسكون ثانيه، وفتح الواو، وهو ماء يسار جبل رمَّان». ، وقد أقيمت عليه قريتين في العصور المتأخرة هما: قصير غضور و سويق غضور وسكانهما من بني تميم، ويقع في منطقة حائل في شمال المملكة العربية السعودية، ويبعد عن مدينة حائل 125 كم، وجاء في المعجم الجغرافي للبلاد العربية السعودية أن غضور وادٍ فيه قريتان السويق والقصير وسكانهما من بني تميم.